# Plagiolepis pissina
Plagiolepis pissina är en myrart som beskrevs av Julius Roger 1863. Plagiolepis pissina ingår i släktet Plagiolepis och familjen myror. Inga underarter finns listade i Catalogue of Life.